# Tveri Fejedelemség
A Tveri Fejedelemség, majd Nagyfejedelemség (oroszul Тверско́е кня́жество) egyike volt az Oroszország egyesítése előtti független orosz hercegségeknek. Fővárosa Tver volt. Az állam 1247-től 1485-ig állt fenn, amikor is a Moszkvai Nagyfejedelemség bekebelezte.

## Területe
A fejedelemség a Volga partján, a Baltikumot a Kaszpi-tengerrel összekötő kereskedelmi hajóúton terült el. Északnyugatról a Novgorodi fejedelemséggel volt határos, a két legközelebbi várost, Torzsokot és Berzseckij Verhet a tveriek többször el is foglalták. Délnyugati szomszédja a Szmolenszki fejedelemség volt, a határon fekvő Rzsev városa is egy darabig a tveri fejedelem uralma alá tartozott. Délkeletről a Moszkvai fejedelemséggel volt határos. Az állam körülbelül 320 km hosszan és 65-től 100 km szélességben, 27 000 négyzetkilométeren terült el. Tveren kívül több kisebb-nagyobb városa volt, ezek közül részfejedelme is volt a következőknek: Kasin, Mikulin, Teljatyjev, Holm, Dorogobuzs és Csernyatyin, Belij Gorodok és Klin. Közülük a kasini volt a legerősebb részfejedelemség, néha még Tverrel is vetélkedett, de a holmi és mikulini fejedelmek szavának is volt súlya.

## A fejedelemség megalakulása és felemelkedése
Az először 1135-ben említett Tver városa a 12. században és a 13. század elején a Pereszlavl-Zalesszkiji fejedelemséghez tartozott. Elkülönülése 1247-ben történt, amikor Jaroszláv Vszevolodovics vlagyimiri nagyfejedelem halála után az új nagyfejedelem Jaroszláv fiának, Jaroszláv Jaroszlavicsnak adományozta.
Tveri Jaroszláv részt vett a vlagyimiri nagyfejedelemségért vívott harcban, ám a vesztes oldalra került és a győztes Alekszandr Nyevszkij szövetségesei, az Arany Horda tatárjai megölték a feleségét és fiait túszként fogságba vetették. Ezután kétszer is betöltötte a novgorodi fejedelmi méltóságot. Alekszandr Nyevszkij halála után ő kapta a vlagyimiri nagyfejedelmi megbízatást a tatár kántól. Jaroszláv halála után fia, Szvjatoszláv örökölte a hercegséget, aki békében kormányozta országát és elhatárolódott a hercegségek torzsalkodásaitól. Miután 1282-ben ő is meghalt, Mihail öccse vette át a kormánypálcát.
Mihail sikeresen hárította a litvánok portyázó betöréseit. Alekszandr Nyevszkij fiainak, Dmitrijnek és Andrejnek viszályában az utóbbi oldalára állt, emiatt országát 1293-ban feldúlták a tatárok. Felesége, Anna ( Dmitrij rosztovi herceg lánya) révén szert tett Kasin városára. 

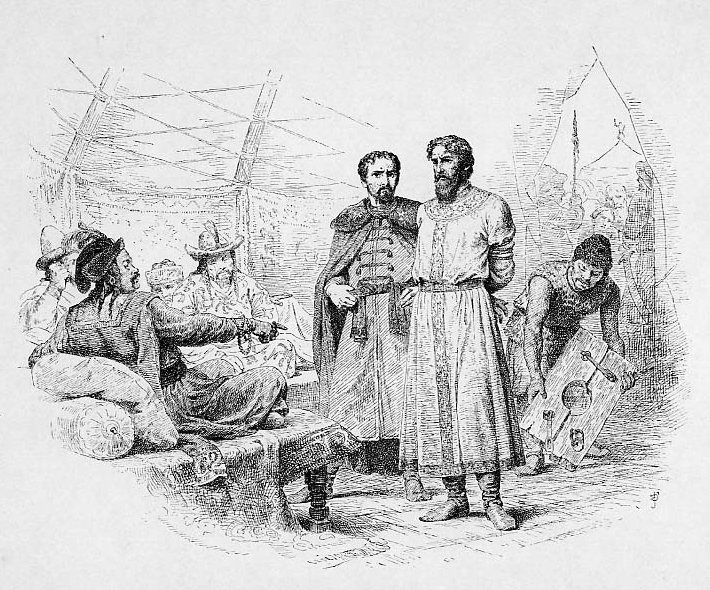
Mihail Jaroszlavics Üzbég kán előtt. 1890.

## Harc Moszkvával
1305-ben az akkori nagyfejedelem halála után Mihail és a moszkvai Jurij Danyilovics vetélkedtek a címért. Mindketten a kán udvarába utaztak, de Mihail nagyobb adókat ígért, így ő lett a vlagyimiri nagyfejedelem. A vetélkedés nem csak békés módszerekkel zajlott, a tveriek elfogták Jurij herceg egyik fiát, a másikat pedig Perejaszlavlban ostrom alá vették, ám az ostromlókat a moszkvai csapatok elkergették. Mihail 1308-ban megostromolta Moszkvát a rjazanyi fejedelem kivégzése miatt, de a várost nem tudta elfoglalni, ezért csak a környező földeket dúlta fel.
1312-ben Mihail fejedelemnek Novgoroddal volt konfliktusa, elfoglalta Torzsokot és Bezsecket, valamint blokád alá vette a várost; végül 1500 grivna hadisarcért cserébe békét kötöttek. Azonban amikor 1314-ben Mihail az Üzbég tatár kán trónra lépésekor az Arany Hordához utazott, a novgorodiak visszavették a városaikat és sereget küldtek Tver ellen. A novgorodi és tveri csapatok a Volga két partján néztek farkasszemet egymással amíg beállt a tél, azután hazatértek.
A Hordától visszatérő Mihail Jaroszlavics hadjáratot vezetett Novgorod ellen és csak nagy hadisarc fejében vonult vissza. A novgorodiak követséget küldtek a kánhoz hogy bepanaszolják Mihailt, de a tveriek útközben elfogták a követeket.
1317-ben újból fellángolt a harc Moszkvával, de a tveriek döntő vereséget mértek Jurij Danyilovicsra és elfogták a fiát és a feleségét, Üzbég kán húgát. A nő azonban a fogságban meghalt, azért a kán az udvarába rendelte a tveri fejedelmet, gyilkossággal vádolta és kivégeztette.
Ezután a moszkvai herceg lett a nagyfejedelem, aki beszedte a tveriek adóját, de nem továbbította a tatároknak. Az új tveri fejedelem, Dmitrij Mihajlovics 1322-ben a kánhoz utazott elpanaszolni a sérelmét, és az udvarban ő kapta meg a nagyfejedelemi jarlikot. 1325-ben Dmitrij éppen a káni udvarban tartózkodott, mikor találkozott Jurij herceggel. Éppen az évfordulója volt apja, Mihail halálának és a feldühödött Dmitrij kardjával leszúrta a moszkvai fejedelmet. Üzbég kán akarata ellenére, de politikai megfontolásból halálra ítélte Dmitrijt, akit 1326-ban kivégeztek. Tver új uralkodója Dmitrij öccse, Alekszandr lett.

## A tveri felkelés

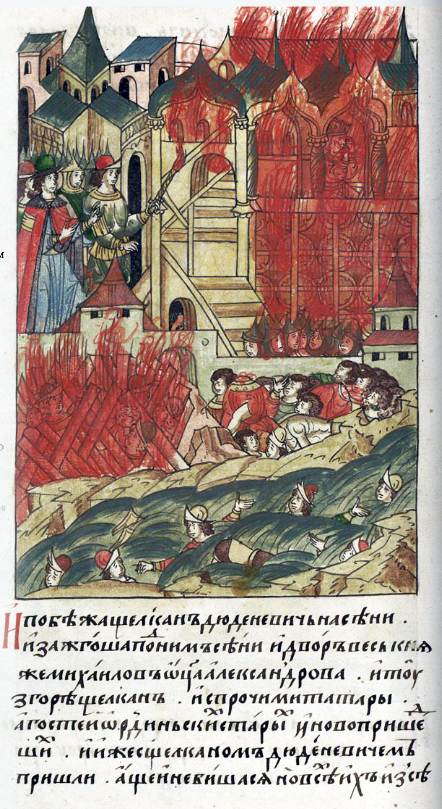
A tveri felkelés

1327-ben a tveriek fellázadtak a tatár adószedők ellen, megölték Csolhan követ katonáit, ő maga pedig bennégett a felgyújtott palotájában. A kán megtorlásul ötvenezres sereget küldött Tver ellen, amihez csatlakoztak a moszkvaiak és a szuzdaliak is. Alekszandr herceget legyőzték, és Pszkovba menekült.A végigpusztított fejedelemség új uralkodója Konsztantyin Mihajlovics (Alekszandr öccse) lett, aki  Jurij moszkvai herceg lányát vette feleségül. Alekszandr később visszatért, de a kánhoz rendelték és fiával együtt kivégezték.

## Belharcok
1345-ben Konsztantyin és Alekszandr legidősebb fia, Vszevolod konfliktusba keveredett az öröklési rendet illetően. Mindketten a kán udvarába utaztak, ahol Konsztantyin még a döntés kihirdetése előtt meghalt. A szenioritási elv szerint Konsztantyin öccse, Vaszilij lett volna jogosult a trónra, de a kánnál tartózkodó Vszevolod kapta a jarlikot. Útban hazafelé találkozott Vaszilijjal, aki a beszedett adót vitte az Arany Hordához, de Vszevolod elvette tőle az adót és megakadályozta útját a kánhoz. A tveri püspök rövidesen kibékítette az ellenfeleket és Vszevolod átadta a fejedelmi méltóságot nagybátyjának. 1351-ben a Horda is Vaszilijt ismerte el törvényes fejedelemnek, annyira, hogy amikor 1356-ban Vszevolod újból magának kérelmezte a jarlikot, a kán elfogatta és átadta Vaszilijnek.
1368-ban meghalt Vaszilij és utóda a közben pestisben elhalálozott Vszevolod öccse, Mihail Alekszandrovics lett. Fellángolt a Moszkva és Tver közötti konfliktus is és Dmitrij moszkvai herceg kétszer is hadat küldött Tver ellen, de mindkétszer vissza kellett vonulnia és a tveriekkel szövetséges litvánok megostromolták Moszkvát. A tatár kán is Mihailnak ítélte a nagyfejedelmi jarlikot, de Dmitrij nem ismerte el a döntést. 1374-ben néhány elégedetlen moszkvai bojár Tverbe menekült, Mihail helyzetét megerősítette az új kán oklevele, így a fejedelem megpróbálta kiterjeszteni hatalmát Torzsokra és Uglicsra. Ekkor Dmitrij szövetségeseit összegyűjtve hatalmas sereggel vonult Tver ellen, és Mihail kénytelen volt megalázkodni előtte és elfogadni a tatárellenes szövetségi ajánlatot. Az 1380-as kulikovói csatában tveri részfejedelmek katonái is részt vettek Moszkva oldalán.
1382-ben Toktamis kán nagyfejedelemségi státuszt adományozott Tvernek, amely így függetlenné vált a Vlagyimiri fejedelemségtől, ám az utóbbi így végleg moszkvai befolyás alá került.

## A 15. század és a függetlenség elvesztése
Mihail 1399-ig békében uralkodott és halála után Iván fia vette át a kormánypálcát. A fejedelemségben virágzott a gazdaság és az örök rivális Moszkva is a tatárokkal és litvánokkal harcolt. Iván herceg sem szította a viszályt: 1408-ban a tatár Edögej emír hadjáratot vezetett Moszkva ellen és a tverieket kötelezte ágyúk szállítására az ostromhoz, ám Iván addig késlekedett amíg a tatárok elvonultak.
1413-ban leégett a város és az elkövetkező évtizedben háromszor is éhínség pusztított.
1425-ben gyors egymásutánban pestisben meghalt Iván, majd a trónon őt követő Alekszandr fia és Jurij unokája is. Tverben ekkor már nyilvánvalóan az elsőszülöttség elve alapján öröklődött a korona a régi szenioritási elv helyett. Az új fejedelem Alekszandr második fia, Borisz lett. Harmincéves uralkodása alatt szilárd belső rendet és biztos külső kapcsolatokat alakított ki Moszkvával és Litvániával, így 1461-ben senki sem vonta kétségbe nyolcéves Mihail fiának örökösödését.
Mihail több alkalommal segítette III. Iván moszkvai fejedelmet Novgoroddal és a tatárokkal való harcában. Ivánt ez azonban nem tántorította el attól, hogy mikor kellőképpen megerősödött és bekebelezte a novgorodi és jaroszlavli hercegségeket, kihasználta a tveri nemesség elégedetlenkedését és rátámadt korábbi szövetségesére. 1485 szeptemberében megszállta Tvert, Mihail pedig Litvániába menekült. Tver elvesztette függetlenségét, előbb Iván fia, majd később helytartók kormányozták.
Rettegett Iván idejében a megkeresztelkedett volt kászimi kán, Szimeon Bekbulatovics viselte a formális tveri herceg címet.

## Gazdasága
A tveri fejedelemség sűrűn lakott volt, a katonaállítási képessége alapján 700-800 ezer lakos (26/km²) élhetett a területén. A hercegségben virágzott a kereskedelem és a kézművesség, egy 14. századi énekben „gazdagnak” nevezik. Afanaszij Nyikityin tveri kereskedő egészen Indiáig eljutott.

## Államszervezet
A herceg személyesen felügyelte a közigazgatási, igazságszolgáltatási, had- és pénzügyi rendszert. Kétféle pénzt vertek, az ezüst grivnát és a réz pult. A hercegi kíséretben bojár elöljárók és szolga vagy nemes rangú alárendeltek szolgáltak. A városi adófizetőket ezres csoportokra osztották, azokat pedig százakra. Találunk említést városi népgyűlésről, vecséről is. A föld a herceg, az egyház vagy a kíséret tagjainak a tulajdonában volt.
A földművelő lakosság kisebb-nagyobb mértékben a földtulajdonos fennhatósága alá tartozott. A parasztok többsége bizonyos feltételekkel (Szt. György napján) átköltözhetett más földesúr birtokára vagy akár más hercegségbe; de léteztek olyanok és idővel egyre nőtt a számuk, akiknek még ez a szabadsága sem volt meg. A földesurak egy részének joga volt arra hogy ne engedje el az embereket a birtokáról és joguk volt bíráskodni is fölöttük, kivéve a gyilkossági és rablási eseteket.
A herceg jövedelmei (a saját birtokának jövedelmén túl) a közvetlen és közvetett adókból és vámokból származott. Bizonyos birtokokon (elsősorban a kolostorok földjén) élők felmentést kaptak a közvetlen adók megfizetése alól.

## Fordítás
- Ez a szócikk részben vagy egészben  a(z)   Великое княжество Тверское című orosz Wikipédia-szócikk ezen változatának fordításán alapul.  Az eredeti cikk szerkesztőit annak laptörténete sorolja fel. Ez a jelzés csupán a megfogalmazás eredetét és a szerzői jogokat jelzi, nem szolgál a cikkben szereplő információk forrásmegjelöléseként.